# Artavazd Pelechian
Artavazd Pelechian (arménien : Արտավազդ Փելեշյան, russe : Артавазд Ашотович Пелешян), né le 22 février 1938 à Gyumri, alors Leninakan, en Arménie (Union soviétique à cette époque), est un cinéaste arménien, représentant de l'école du cinéma soviétique.
Auteur de treize films, courts ou moyens métrages faits principalement pour la télévision d'Erevan, Pelechian est connu pour le caractère poétique de ses réalisations, où il mélange cinéma documentaire, archives, musique et bruitages esthétisant les éléments de la vie quotidienne.

## Biographie
Il a trente ans lorsqu'il intègre l'Institut national de la cinématographie de Moscou au début des années 1960.

## Filmographie
- 1964 : La Patrouille de montagne (Gornyj patrul, film d'études)
- 1965 : Le Cheval blanc (Belyj kon)
- 1966 : Le Pays des hommes, ou La Terre des hommes (Zemlja Ljudej) (10 min)
- 1967 : Au début (Natchalo, Nacalo ou Skisb) (10 min)[1]
- 1968 : Votre acte d’héroïsme est éternel (Ich padvig bessmerten)
- 1968 : Le rêve (Metschta)
- 1969 : Nous (Menk ou My) (24 min)[2]
- 1970 : Les Habitants (Obitateli ou Bnakitchnère) (9 min)
- 1971 : Pastorale d'automne (Osennjaja pastoral) (10 min), scénario (réalisé par Mikhaïl Vartanov)[3]
- 1975 : Les Saisons (Tarva Yeghanaknère, Vremena goda) (29 min) (directeur de la photographie : Mikhaïl Vartanov)[3],[4],[5],[6],[7]
- 1982 : Notre siècle (Nas vek, Mer dare) (47 min)
- 1984 : Dieu en Russie (Bog v Rossii)
- 1993 : Fin (Konec ou Verj (10 min)[8]
- 1994 : Vie (Zizn’) (7 min)
- 2022 : La Nature